# توفیق (نشریه)
توفیق، هفته‌نامهٔ فکاهی و طنزآمیز فارسی‌زبان ایران با حدود نیم قرن فعالیت از سال ۱۳۰۲ تا ۱۳۵۰ خورشیدی (۱۹۲۳ تا ۱۹۷۱ میلادی) بود. از این‌رو که مجلهٔ توفیق در شب‌های جمعه منتشر می‌شد، شعارش این بود: «همشهری! شب جمعه دو کار یادت نره: دوم خریدن مجلهٔ توفیق!».

## دوره‌های انتشار

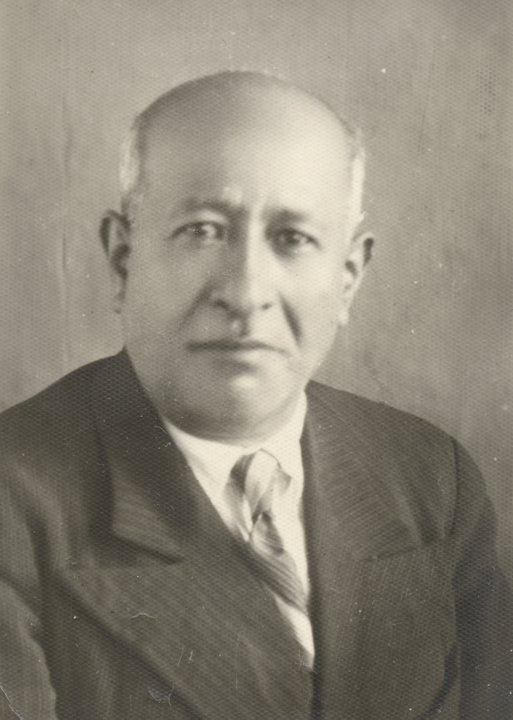
مدیریت حسین توفیق

### دورهٔ نخست
نخستین شمارهٔ توفیق در ۳۰ اردیبهشت ماه سال ۱۳۰۲ منتشر شد و انتشار آن در سه دورهٔ ناپیوسته ادامه یافت. دورهٔ نخست از ۱۳۰۲ تا ۱۳۱۸ به مدیریت حسین توفیق بود که با درگذشت وی در ۱۳۱۸ به پایان رسید.
توفیق در اوایل این دوره، نشریه‌ای نیمه‌فکاهی و نیمه‌جدّی بود. از اواسط سال پنجم، با کسب امتیاز چاپ کاریکاتور در آن، بیشتر صورت فکاهی گرفت و پس از مدتی از سال ۱۳۱۱ کاملاً ادبی شد.
طی شش سال فعالیت ادبی، اغلب مطالب توفیق منظوم بود. از سال ۱۳۱۷، توفیق دوباره به‌صورت کاملاً فکاهی-اجتماعی درآمد.
تقارن نخستین دورهٔ توفیق با حاکمیت رضاشاه پهلوی (۱۳۰۴–۱۳۲۰)، سبب شد که مطالب نشریه با سانسور همراه شود، اما در دورهٔ بعد (۱۳۳۲–۱۳۲۰) این مشکل وجود نداشت. توفیق در دورهٔ اول بیشتر به مسائل اخلاقی و اجتماعی می‌پرداخت و ازاین‌رو بدون وقفه منتشر می‌شد.

### دورهٔ دوم
پس از مرگ حسین توفیق، مجلهٔ توفیق دچار توقف شد و بالاخره از ۱۳۱۹ با مدیریت فرزندش، محمدعلی توفیق، دورهٔ دوم توفیق آغاز شد و تا کودتای ۲۸ مرداد سال ۱۳۳۲ ادامه یافت. در این دوره، پس از شهریور سال ۱۳۲۰، با حاکم بودن فضای بازِ سیاسی و رهایی مطبوعات از اختناق همراه بود. ازاین‌رو، مطالب توفیق، با حفظ روش فکاهی و طنزآمیز خود، همانند اغلب جراید دیگر، سیاسی و انتقادی شد.
بی‌ثباتی سیاسی به سبب ناپایداری دولتها دستمایهٔ اصلی توفیق برای انتقاد روزافزون از دستگاه حاکم بود که به توقیفهای مکرر آن نیز انجامید. دلایل توقیف متعدد بود از جمله در اسناد سال‌های ۱۳۲۴ و ۱۳۲۵ آمده‌است که فرمانداری نظامی مندرجات نشریهٔ توفیق را خلاف مصالح کشور و سیاست دولت تشخیص داده و دستور توقیف آن را به شهربانی کل کشور صادر کرده‌است.
موضوع اصلی توفیق انتقاد از عملکرد نخست‌وزیران بود و برای آنان نام‌های طنزآمیز می‌ساخت. انتقادهای طنزآمیز مداوم از عبدالحسین هژیر نخست‌وزیر ایران در سال۱۳۲۷ شمسی، توقیف دو هفته‌ای (از ۹ تا ۲۳ تیر ۱۳۲۷) توفیق را در پی داشت که در این فاصله روزنامهٔ دنیای امروز با مدیریت حسین فرشید به‌جای آن منتشر شد (رجوع کنید به ش ۱، ۱۶ تیر ۱۳۲۷). نوروز ایران به مدیریت ع. نوروزی و مستحکم به مدیریت اسداللّه زکی‌زاده شبستری نیز با درج عبارت «توفیق توقیف است» در پیشانی نشریه، پیام توفیق را انتقال می‌دادند.
خط مشی توفیق در دههٔ ۱۳۲۰ شمسی ضداستعماری بود که در سال‌های بعد نیز ادامه یافت این جهت‌گیری توفیق را جزو جراید چپ قرار داده بود. در سال ۱۳۲۹ شمسی، دورهٔ نخست‌وزیری حاجی‌علی رزم‌آرا در فهرست شهربانی کل کشور توفیق در جرگهٔ جراید متمایل به چپ قرار داشت که دولت در صدد جلوگیری از انتشار آن‌ها بود. توفیق در سال‌های اوج‌گیری ملی‌شدن صنعت نفت، ضمن حمایت از ملی‌شدن نفت و ملی‌شدن شیلات، همچنان از دولت‌ها انتقاد می‌کرد.
توفیق از درگیری با دربار پرهیز می‌کرد ولی در بحبوحه وقایعی که به کودتای ۲۸ مرداد ۱۳۳۲ انجامید، در مقاله‌ای با عنوان «فتنه روسیاه»، با تندی از شاه محمدرضا پهلوی انتقاد کرد. محمدعلی توفیق به سبب این تندروی مغضوب گردید و در ۲۸ مرداد ۱۳۳۲ دفتر نشریهٔ توفیق و خانه‌اش تاراج شد و خودش به قلعهٔ فلک‌الافلاک در خرم‌آباد و جزیرهٔ خارک تبعید گردید و پس از یک سال آزاد شد مشروط بر آنکه فعالیت سیاسی نکند پس از کودتا فهرست جرایدی که اجازه فعالیت داشتند، منتشر شد ولی نام مجله توفیق در آن نبود (کوهستانی نژاد، ص ۸۹). به این ترتیب انتشار توفیق تا پایان سال ۱۳۳۶ شمسی، به مدت چهار سال و هفت ماه، متوقف شد.

### دورهٔ سوم
برادران توفیق: حسن، حسین و عباس توفیق که در دورهٔ دوم توفیق کاریکاتوریست، نویسنده، شاعر و سردبیر و در سال‌های آخر آن دوره گردانندگان اصلی تحریریهٔ توفیق بودند در ۲۹ اسفند ۱۳۳۶ روزنامه‌ای فکاهی و طنز آمیز را به نام «فکاهی» منتشر کردند که به شدت مورد استقبال مردم قرار گرفت. در سال ۱۳۳۷ محمدعلی توفیق نام روزنامهٔ توفیق و حق‌التألیف ۳۲ سال مندرجات آن را رسماً به برادران توفیق واگذار کرد. انتشار این دورهٔ پرسروصدای توفیق در زیر فشار شدید سانسور و با توقیف‌های مکرر تا سال ۱۳۵۰ شمسی ادامه یافت. در این دوره ظاهر نشریه تغییراتی کرد، از جمله جلدش رنگی و صفحاتش بتدریج بیشتر شد. سرمقاله شماره نخست دوره سوم حکایت از وضع جدیدی داشت و به خواننده می‌فهماند که به سبب محدودیتهایی قادر به درج هر مطلبی نیست (رجوع کنید به ش نوروز، ۲۹ اسفند ۱۳۳۶، ص ۲). همچنین درج عبارت «توفیق روزنامه‌ای‌ست ملی و مستقل که به هیچ حزب و دسته و جمعیتی بستگی ندارد» و «ارگان رسمی حزب خران» در پشت جلد وابسته نبودن توفیق به هیچ گروهی را را یادآور می‌شد. شمارهٔ نخست با استقبال مردم مواجه شد، به‌طوری‌که سهمیهٔ شهرستان‌ها نیز در تهران توزیع گردید.
توفیق در دورهٔ سوم انتشار بسیار موفقیت‌آمیز خود و با انتقادات صریح و اساسی بسیار محکم و بی‌پروا ولی شیرین، رونقی بسی بیشتر از دههٔ ۱۳۲۰ هـ. ش یافت. سرمقاله‌ها با امضای «کاکاتوفیق»، و دیگر مطالب آن با انتقادی طنزآمیز به اوضاع اجتماعی چون گرانی و بیکاری، بی‌عدالتی، فقر، عدم مساوات و مانند اینها بود، و انتقاداتی بسیار قوی‌تر و شیرین‌تر، از هیئت حاکمه، نخست‌وزیران، وزرا و نمایندگان مجلس شورای ملی و سنا.

## شخصیت‌های توفیق
شخصیت‌های اصلی توفیق، کاکاتوفیق، گشنیزخانم (عیال کاکا)، ممولی (میمون کاکا) و ملت بود. در دورهٔ سوم، توفیق توانست پس از دو-سه سال، انتقادات طنزآمیز خود را متوجه دولت (خصوصاً شخص نخست‌وزیر و وزرا) و وکلا و سناتورها یا سیاست‌های آمریکا و انگلیس و اسرائیل نماید. مشی سیاسی توفیق در این دوره، حمایت از ملل محروم بود، چنان‌که هنگام جنگ در ویتنام با مطالب و کاریکاتورهای ضدآمریکایی از مردم ویتنام پشتیبانی می‌کرد (برای نمونه، رجوع کنید به سال ۴۶، ش ۱۳، ۳۰ خرداد ۱۳۴۶، روی جلد؛ سال ۴۶، ش ۳۳، ۱۸ آبان ۱۳۴۶، روی جلد). همچنین نشر مطالب ضداسرائیلی خصوصاً هنگام جنگ اعراب و اسرائیل، در حالی صورت می‌گرفت که دولت ایران از حامیان اصلی اسرائیل بود. توفیق هر سال از بین کاریکاتورهای چاپ‌شده در نشریات کشور، سه کاریکاتور را با مضامین سیاسی، اجتماعی، فکاهی، به‌عنوان بهترین کاریکاتور انتخاب و در شمارهٔ ویژهٔ «سیزده‌به‌در» چاپ می‌کرد.
از موضوع‌های همیشگی توفیق، ارائهٔ چهرهٔ نادان و عقب‌افتاده از نمایندگان مجلس بود که مجلس را نهادی سخیف معرفی می‌نمود. نخست‌وزیران نیز دستمایه اصلی کاریکاتورهای توفیق بودند. در این دوره علاوه بر کاریکاتورهای سیاسی، کاریکاتورهایی با پیام‌های اجتماعی چاپ شد که حکایت از فساد ادارات و دستگاه‌های دولتی و شرکت‌ها می‌کرد. گروه‌بندی مطالب توفیق و نسبت مندرجات آن به یکدیگر بدین‌گونه بود: کاریکاتور ۴۰٪، سرمقاله ۳٫۵٪، اشعار فکاهی ۱۰٪، اخبار در قالب شعر ۱٪، اخبار و مطالب اشتباهی خنده‌دار جراید خصوصاً دو روزنامه اطلاعات و کیهان ۱٪، انتقاد از (به تعبیر توفیق: «انگولک») جراید کمتر از ۱٪، مناجات، جدول فکاهی و «ته‌مقاله» هرکدام کمتر از ۱٪، خبرهای شهرستان‌ها کمتر از ۱٪، قصه برای کودکان به شعر ۱٪، «نامه‌های یک ایرانی» که به صورت مسلسل چاپ می‌شد ۳٫۵٪، آگهی به زبان فکاهی و طنز بین ۷ تا ۱۲٪ و بقیهٔ آن نیز مطالب مختلف روز (برزین، ص ۸۳). توفیق از درج آگهی‌های دولتی امتناع می‌کرد، ضمن آنکه هر آگهی غیردولتی را نیز چاپ نمی‌کرد.

## عوامل نشریه

### سردبیران توفیق
یوسف خسروپور، ابوالقاسم حالت، پرویز خطیبی، محمدامین محمدی، کریم فکور، ابوتراب جَلی، حسین توفیق و عباس توفیق در دوره‌های مختلف سردبیر یا رئیس هیئت تحریریه (شورای نویسندگان) توفیق بودند.

### شعرا و نویسندگان توفیق
دورهٔ اول: حسین توفیق بزرگ، ابوالقاسم حالت، عباس فرات، نورالله خرازی، پرویز خطیبی، محمدامین محمدی، محمدعلی افراشته، محمدصادق تفکری، حسین حسینی، غلامرضا روحانی، احمد گلچین معانی، ملک حجازی قلزم، رهی معیری، حسین نعیمی ذاکر، محمدعلی نجاتی، احمد سروری، و رضا ابهری.
دورهٔ دوم: محمدابراهیم باستانی پاریزی، ابوتراب جَلی، مهدی سهیلی، حسین توفیق، عباس توفیق، قاسم رفقا، محمدعلی ریاضی، حسن زارع، جمشید وحیدی، اسدالله شهریاری، ابراهیم صهبا، کریم فکور، علی زرین‌قلم، حسین مدنی، فریدون مشیری، پرویز نامدار، و نواب صفا.
دورهٔ سوم: عباس توفیق، عبدالعلی رزاقی، کیومرث صابری، مرتضی فرجیان، حسام محولاتی، کمال اجتماعی، محمد اجتهادی، ابوالحسن آذری، منوچهر احترامی، عمران صلاحی، اکبر جمشیدی، مرتضی خدابخش، هادی خرسندی، محمد خرمشاهی، حسن خواجه‌نوری، شمس قمی، اسدالله خیراندیش، احمد سیدنا، حسینی قمی (خروس اخته)، خسرو شاهانی، صمد بهرنگی، خسرو فرشیدورد، مسعود کیمیاگر، محمود گیوی، هوشنگ نامدار، نصرت‌الله نوحیان (نوح)، ناصر وحید یوسفی، و غلامرضا کیانی.

### کاریکاتوریست‌های توفیق
علی وثوق، پتگر، حسین بنایی، روح‌الله داوری، کوروش سلیمانی، حسن توفیق، عباس توفیق، غلامعلی لطیفی، کامبیز درم‌بخش، هادی اشرفی، ایرج زارع، ناصر پاکشیر، سخاورز، بهمن رضایی، احمد عربانی و پروین کرمانی.

## گفته‌ها از توفیق
از سال ۱۳۳۹ شمسی توفیق توانست انتقادات طنزآمیز خود را تا حد نخست‌وزیران ایران توسعه دهد و این انتقادات از دکتر منوچهر اقبال شروع شد و به دوران نخست‌وزیران بعدی: دکتر علی امینی، اسدالله عَلَم، حسنعلی منصور و امیرعباس هویدا رسید؛ ولی هویدا در صدد برآمد که نشریهٔ فکاهی دیگری را که خود بر آن نظارت داشته باشد، در مقابل توفیق عَلَم کند؛ ازاین‌رو، با کمک مالی فراوان، امتیاز مجلهٔ فکاهی کاریکاتور را به محسن دولّو واگذار کرد و تعدادی از طنزنویسان توفیق در آن مجله مشغول شدند (بهزادی، ج ۳، ص ۳۴۲؛ حسین توفیق، مصاحبهٔ مورَّخ ۲۱ آبان ۱۳۸۱). توفیق همچنان موفق بود، تا اینکه در تیر ۱۳۵۰ به دستور هویدا برخلاف قانون توقیف شد. هرچند مقامات دولتی سند و مدرکی دالّ بر توقیف توفیق به‌جا نگذاشته‌اند، ولی مدیران توفیق برای دستیابی به اسناد توقیف، نامه‌هایی به شهربانی‌های کشور فرستادند. پاسخ شهربانی‌ها به‌همراه تعدادی صورت‌مجلس، حاکی از توقیف نشریهٔ توفیق از سوی دولت به دست برادران توفیق افتاد و براساس آن علیه توقیف غیرقانونی توفیق به دادگستری شکایت کردند. این کار خشم هویدا را افزون کرد و به دستور او تمام نشریات مربوط به توفیق (مجلهٔ صرفاً فکاهی توفیق ماهانه، سالنامهٔ صرفاً فکاهی توفیق، و چهارده جلد کتاب‌های توفیق) برخلاف قانون توقیف، جمع‌آوری و مقوا شد و چاپخانهٔ توفیق نیز لاک‌ومُهر و تعطیل گردید. تعطیلیِ توفیق به دستور مستقیم شاه انجام گرفت، زیرا اهمیت توفیق چنان بود که هویدا نمی‌توانست بدون اجازهٔ شاه آن را توقیف کند. (میلانی، ص ۳۳۵) ولی درحقیقت علت اصلی تعطیلی توفیق، همسو نبودن شیوهٔ آن با سیاست‌های حکومتی و انتقادهای روزافزون از دستگاه حاکم بود (حسین توفیق، مصاحبهٔ مورَّخ ۲۱ آبان ۱۳۸۱). پس از گذشت چند ماه از توقیف توفیق، برادران توفیق شماره‌هایی از آن را مخفیانه چاپ کردند؛ ولی به‌رغم ارسال نسخه‌هایی از آن به مراجع قانونی و کتابخانه‌های رسمی، در مهر ۱۳۵۱، با استناد به تبصرهٔ دو، مادّهٔ پنج «قانون مطبوعات» که تصریح می‌کرد اگر روزنامه‌ای تا یک سال منتشر نشود امتیازش لغو می‌شود، امتیاز توفیق لغو شد و چاپخانهٔ آن نیز برخلاف قانون لاک‌ومُهر گردید (رجوع کنید به فریده توفیق، ص ۱۹۶، ۲۴۶، ۲۵۵، ۲۵۷). توفیق، در ضمنِ فعالیت مطبوعاتی‌اش، چهارده نوع کتاب و مجلهٔ توفیق فکاهی ماهانه و سالنامهٔ فکاهی توفیق و آلبوم توفیق را نیز منتشر می‌کرد. فرهنگ توفیق نیز، که کتابی است حاوی بیش از ۴۰۰۰ واژهٔ فکاهی، از جمله انتشارات آن بود.
علی شریعتی طنزها و شیوهٔ آن را ستوده‌است، محمد مصدق از آن به‌عنوان بهترین مجله یاد کرده، و محمدعلی جمال‌زاده نیز آن را در حکم آیینه‌ای دانسته که در آن چهرهٔ عامیانهٔ معشوقه‌اش (زبان فارسی) را می‌یابد.
دورهٔ توفیق در کتابخانهٔ مرکزی دانشگاه تهران، تماشاگه مطبوعات، کتابخانهٔ ملی وزارت فرهنگ و ارشاد، کتابخانهٔ مجلس، و خانهٔ مطبوعات در تبریز نگهداری می‌شود.